# 四川省成都市郫都区第一中学
四川省成都市郫都区第一中学，位于四川省成都市郫都区郫筒街道二环路43号。目前共有3000多名学生，253名教师。现任校长竹晓刚。1998年被评为為「四川省重點中學」。2000年被评为国家级重点中学。

## 历史
郫都区第一中学始建于乾隆十九年（西元1754年），前身是岷阳书院，2006年被评为“国家级示范性普通高中”。